# José Antonio Colomer i Guiu
José Antonio Colomer i Guiu (?, 1952) és un banquer català que des del juliol del 2014 és membre del consell d'administració de la banca vaticana o Institut per a les Obres de Religió, en substitució de Manuel Soto Serrano, on treballa en un equip presidit per Jean-Baptiste de Franssu. Amb nacionalitat espanyola i peruana, ha estat alt directiu del grup BBVA a l'Amèrica Llatina i membre de la junta de Joan Laporta del FC Barcelona.